# Željko Klepač
Željko Klepač (Zagreb, 23. listopada 1950. – Zagreb, 26. travnja 2005.) bio je hrvatski fagotist i humanist, poznat po svom doprinosu klasičnoj glazbi te angažmanu u promicanju prava osoba s invaliditetom u Hrvatskoj. Za humanitarni rad 2002. godine odlikovan je Redom Danice hrvatske s likom Katarine Zrinske.

## Životopis
Željko je diplomirao fagot u klasi oca Rudolfa Klepača na Visokoj školi za glazbu i dramsku umjetnost Mozarteum u Salzburgu. Od 1976. godine djelovao je kao solista Simfonijskog orkestra Hrvatske radiotelevizije. Za glazbeni doprinos, Hrvatska radiotelevizija dodijelila mu je nagradu. Nastupao je kao solist s domaćim i stranim orkestrima te je osnovao Hrvatski serenadni ansambl. Godine 1996. organizirao je dobrotvorni koncert za prijatelja Stjepana Kulfu, koji je bolovao od mišićne distrofije, s ciljem prikupljanja sredstava za elektromotorna kolica. Godinu poslije izabran je za predsjednika Saveza društava distrofičara Hrvatske. Osim klasičnom glazbom, bavio se i rock glazbom te nastupao s grupom Mladi Lavovi.

## Nasljeđe
Željku u čast, 2005. godine, osnovan je boćarski klub koji nosi njegovo ime. Boćarski klub Društava distrofičara Zagreb "Željko Klepač" – URIHO najuspješniji je boćarski klub osoba s invaliditetom. Nekoliko mjeseci nakon njegove smrti, na datum Željkova rođenja, održan je humanitarni rock koncert Old Rock(er) na kojem su nastupili Željkovi kolege i prijatelji između ostalih i Josipa Lisac, Marija i Ivana Husar, Helena Bastić, Jurica Pađen i Vlado Kalember.
Povodom dvadesete godišnjice Željkove smrti, u čast njemu i ocu Rudolfu, kvartet Rucner održao je koncert u prostorijama Hrvatske Radiotelevizije.

## Vanjske poveznice
- Željko Klepač – službena memorijalna stranica
- Željko Klepač na Spotifyju
- Željko Klepač na Discogsu